# 樋口一葉
樋口 一葉（ひぐち いちよう、1872年5月2日〈明治5年3月25日〉 - 1896年〈明治29年〉11月23日）は、日本の小説家。東京生まれ。戸籍名は「奈津」だが、本人は「夏子」「夏」「なつ」と名乗ったり自署したりすることが多かった。 
中島歌子に和歌や古典文学を、半井桃水に小説を学んだ。生活に苦しみながら、『たけくらべ』『にごりえ』『十三夜』といった秀作を発表。文壇から絶賛され、わずか1年半でこれらの作品を送り出した後、24歳で肺結核により夭逝した。没後に発表された『一葉日記』も高い評価を受けている。

## 生涯

### 出生から少女時代
一葉は1872年5月2日（旧暦明治5年3月25日）、東京府第二大区一小区内山下町一丁目一番屋敷（現在の東京都千代田区内幸町）の東京府庁構内官舎（長屋）で、東京府下級役人の樋口則義と多喜（旧姓・古屋）の次女として誕生した。姉のふじ、兄に泉太郎、虎之介がおり、一葉誕生の翌々年に妹くに（邦子）が生まれた。
幼児期から利発で言葉が出るのも早く物覚えがよかったという。1877年（明治10年）、満4歳10か月で公立本郷小学校に入学するが、幼少のためにほどなく退学し、半年後、吉川富吉が始めた私立吉川学校に入学した。一葉の日記『塵之中』によれば、幼少時代は手毬や羽根つきなど同年代の子供の遊びに興味がなく、読書を好み草双紙の類いを読み耽っていた。曲亭馬琴『南総里見八犬伝』を3日で読破したとも伝えられている。1881年（明治14年）、素行が悪く金銭問題などを起こしていた次兄の虎之助が分家し、陶器絵付師に弟子入りするという形で勘当される。同年には同じ東京府内の下谷区御徒町へ移ったため、11月に上野元黒門町の私立青海学校に転校する。ここで初めて和歌を習う。1883年（明治16年）12月、高等科第四級を首席で卒業するも、上級に進まずに退学した。これは母・多喜が、女性に学業は不要だと考えていたからだという。

### 「萩の舎」に入門
一方、父・則義は向学心やまない娘のため、知人の旧幕臣で、神田神社や芝大神宮の祠掌を務めた和田重雄の下で和歌を習わせた。1886年（明治19年）、父の旧幕時代の知人である医師の遠田澄庵の紹介で、中島歌子の歌塾「萩の舎」（はぎのや）に入門。ここでは和歌のほか千蔭流の書や王朝文学の講読を学んだ。萩の舎は当時、公家・旧大名などの旧体制名家、明治政府の政治家・軍人の夫人や令嬢らが通い、門人は千人を超える歌塾だった。士族とはいえ下級役人の娘だった一葉は平民の伊東夏子や田中みの子と仲良くなり「平民三人組」と称した。入門の翌年、二月に行われる新春恒例の発会が近づくと、令嬢たちの晴れ着の話題など、着物の話はとても下級官吏の娘が競える内容ではなかった。一葉は気おくれしながらも親が借りてきた古着で出席した。この発会の歌会で一葉は最高点を取っている。
佐佐木信綱は回想録『明治大正昭和の人々』の中で、自身が参加した「萩の舎」歌会において、一葉が「歌会の席の次の間で、机の前に坐つて、競点の歌のあつまつたのや、当座の歌合の巻の清書などをして、披講の始まる頃から席上に出た」と、その実見談を記している。
名家の令嬢であった田辺花圃（本名・龍子）は『思い出の人々』という自伝の中で、「萩の舎」の月例会で、友人と床の間の前で寿司の配膳を待ちながら「清風徐ろに吹来つて水波起らず」という『赤壁賦』の一節を読み上げていたら、給仕をしていた猫背の女が「酒を挙げて客に属し、明月の詩を誦し窈窕の章を歌ふ」と口ずさんだのに気付いて、「なんだ、生意気な女」と思っていたら、それが一葉で、先生から「特別に目をかけてあげてほしい」と言われて紹介されたと、初めて一葉と会ったときのエピソードを紹介し、一葉は女中と内弟子を兼ねた働く人のようだったと書いている（このとき一葉15歳、花圃18歳。のちに2人は萩の舎の二才媛と呼ばれた）。このように入門当初は才気煥発なところを見せていた一葉だったが、周囲との格差から次第に内向的になり「ものつつみの君」と呼ばれるようになった。

### 兄と父の死、生活苦

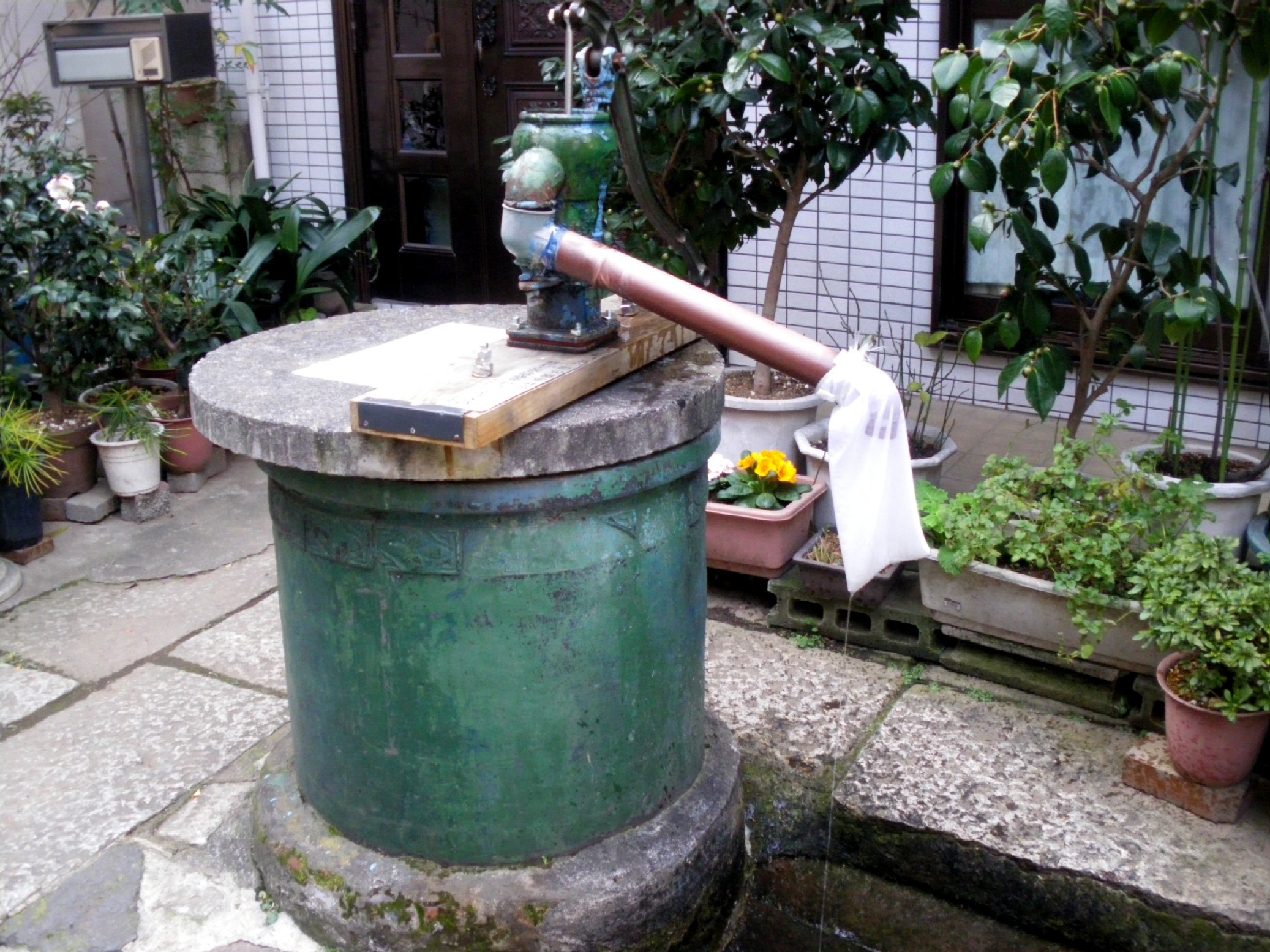
本郷菊坂町の旧居跡付近に残る「一葉の井戸」

樋口家の戸主であった長男の泉太郎は、1885年（明治18年）に明治法律学校（明治大学の前身）に入学したが1887年（明治20年）に退学。その後、則義の知人の紹介で大蔵省出納局に勤務していたが、12月27日、肺結核で死去した。一葉は父を後見に相続戸主となる。1889年（明治22年）、警視庁を退職した則義は家屋敷を売った金を注ぎ込み荷車請負業組合設立の事業に参画するが、出資金を騙し取られて失敗し、負債を残して同年7月に死去する。一葉は17歳で樋口家を背負うことになった。
一葉には渋谷三郎という許婚がいたが、則義の死後に婚約は解消される。渋谷は一葉の父・則義と同郷で上京後の則義を支援した真下晩菘の妾腹の孫（政治結社「融貫社」の渋谷仙次郎の子）で、自由民権運動の活動家で自由党員でもあり、当時は東京専門学校（早稲田大学の前身）の法科で学んでいた。高等文官試験をめざしていた渋谷が、則義の死後、学費や生活費の保証を求めたことが母・多喜の怒りをかったと推測されている。その後、渋谷は高等文官試験に合格し、新潟県の裁判所司法官試補などを経て、月俸50円の検事となり、人を通じて一葉と復縁しようとして再び多喜を怒らせている。
樋口家は次男の虎之助を頼ったが、母と虎之助の折り合いが悪く、1890年（明治23年）には一葉が萩の舎の内弟子として中島家に住み込む。しかし歌塾の手伝いだけでなく女中のような勝手仕事までさせられたため5か月で辞める。同年9月には、家賃の安い借家へ移ろうと本郷菊坂（現在の東京都文京区）に引っ越し、母と妹と3人での針仕事や洗い張り、下駄の蝉表（せみおもて。細い籐を編んだもの。夏用の駒下駄の表に張るのに使う）作りなどの賃仕事をするが、それだけでは足りず、方々に借金を繰り返す苦しい生活を強いられる。建物が現存する旧伊勢屋質店に通うこともしばしばであった。

### 小説家への道
「萩の舎」同門の姉弟子である田辺花圃が1888年（明治21年）に小説『薮の鶯』を出版し、33円という多額の原稿料を得たのを知っていた一葉は、明治22年頃より小説を書こうと決意する。台東区立一葉記念館学芸員の石井広士は、強度の近視であった一葉にとって、針仕事による頭痛や肩こりが酷かったことも一因と推測する。
1891年（明治24年）、数え年20歳で『かれ尾花』などいくつか習作を執筆する。同年4月15日、妹のくにの知り合いの野々宮菊子の紹介で、『東京朝日新聞』専属作家の半井桃水を訪ね、師事することになる。1892年（明治25年）3月に半井は同人誌『武蔵野』を創刊し、一葉は『闇桜』を「一葉」の筆名で同誌創刊号に発表した。半井は一葉を東京朝日新聞主筆の小宮山桂介に紹介する。しかし一葉の小説は採用されず、新聞小説で原稿料を得ようとした一葉は落胆する。
また2人の仲を噂する醜聞が萩の舎で広まったため、中島歌子や伊東夏子に交際を反対され、6月22日、桃水と絶交。その後、一葉は上野図書館に通い独学する。田辺花圃の紹介で、これまでとはスタイルの異なる幸田露伴風の理想主義的な小説『うもれ木』を雑誌『都之花』に発表。初めて原稿料11円50銭を受け取る。このうち6円は借金の返済に充てられた。

### 奇跡の14ヶ月
三宅花圃の紹介で、『文学界』創刊号に『雪の日』を発表。同人の平田禿木の訪問を受け親しく語り合う。その後、筆が進まない一葉は、生活苦打開のため1893年（明治26年）7月、吉原遊郭近くの下谷龍泉寺町（現在の台東区竜泉一丁目）で荒物と駄菓子を売る雑貨店を開く。この時の経験が、後に代表作となる小説『たけくらべ』の題材となっている。年末、『琴の音』を『文学界』に発表。翌年1月には近所に同業者が開業したため、商売が苦しくなる。相場師になろうと占い師の久佐賀義孝に接近し、借金を申し込む。当時人気作家だった村上浪六にも借金を申し込んだが果たされなかった。1894年（明治27年）5月には店を引き払い、本郷区丸山福山町（現在の文京区西片一丁目）に転居する。萩の舎と交渉し、月2円の助教料が得られるようになった。
同年12月に『大つごもり』を『文学界』に発表する。1895年（明治28年）には半井桃水から博文館の大橋乙羽を紹介される。博文館は明治20年に創業された出版社で、『太陽』『文藝倶楽部』などを発刊し、春陽堂と並び出版界をリードする存在であった。大橋乙羽は作家として活動していたが、博文館の館主・大橋佐平に認められ、佐助の長女大橋ときを妻に迎える。大橋夫妻は一葉に活躍の場を与え経済的にも支援しており、大橋ときは一葉に入門して和歌を学んでいる。
乙羽は明治28年同年3月の一葉宛書簡で小説の寄稿を依頼している。この年は1月から『たけくらべ』を7回にわたり発表し、その合間に乙羽の依頼で『ゆく雲』を執筆したほか、大橋ときの依頼で『経つくえ』を書き改めた上で『文藝倶楽部』に再掲載させた。このほか『にごりえ』『十三夜』などを発表している。『大つごもり』から『裏紫』にかけての期間を、一葉研究家の和田芳恵は「奇跡の14ヶ月」と呼んだ。
なお、明治28年は7月12日に父・則義の七回忌法要があるため、一葉は大橋ときに法要のための原稿料前借りを申し出ている。乙羽はこれを了承し、一葉は7月下旬に未完成の『にごりえ』原稿は届け、8月2日には残りの原稿が渡された。
1895年（明治28年）4月から樋口家には馬場孤蝶や島崎藤村など『文学界』同人や斎藤緑雨といった文筆家などの来客が毎日訪れるようになり、文学サロンのようになった。一葉は着るものにも困る生活であったが、来客を歓迎し、鰻や寿司を取り寄せてふるまった。

### 早世
1896年（明治29年）には『文藝倶楽部』に『たけくらべ』が一括掲載されると、森鷗外や幸田露伴は同人誌『めさまし草』で一葉を高く評価した。
5月には『われから』を『文藝倶楽部』で、『通俗書簡文』を『日用百科全書』で発表。しかし一葉は治療法が当時なかった肺結核が進行しており、8月に斎藤緑雨の依頼を受けた（自らも医者である）森鷗外が、当代随一と言える樫村清徳、青山胤通らの医師を頼み往診に向かわせたが、恢復が絶望的との診断を受けた。
11月23日、丸山福山町の自宅において、24歳と6か月で死去。自宅跡には、一葉終焉の地であることを示す石碑が建てられている。
葬儀は11月25日に他人にきてもらうだけの営みができないという理由で、身内だけ十数人で築地本願寺で質素に行われた。一葉の才を高く評価し、その早世を惜しんだ森鷗外は、”陸軍一等軍医正・森林太郎”としての正装の上で、騎馬にて棺に従う参列を打診したが、遺族に丁重に断られている。
一葉の作家生活は14か月余りで、死後の翌1897年（明治30年）には『一葉全集』『校訂一葉全集』が刊行された。

### 死後
墓は樋口家の菩提寺である築地本願寺別院で、のち杉並区永福の築地本願寺和田堀廟所へ移された。法名は、智相院釋妙葉信女。
樋口家では1898年（明治31年）にも一葉の母・多喜が死去する。一葉の妹くには樋口家と懇意であった西村釧ノ助（せんのすけ）の経営する文具店・礫川堂を譲り受ける。さらに、くには店に出入りしていた吉江政次を婿として店を共同経営し、一葉の草稿や日記、反古紙の保存と整理・出版に尽力した。
1912年（大正元年）には一葉の十七回忌が行われた。この時、『一葉歌集』（博文館）が編まれた。
1922年（大正11年）には一葉の二十七回忌が行われた。この時、くにが樋口家の縁戚で生糸貿易商である廣瀬彌七とともに一葉の文学碑建造を計画し、廣瀬や地元有志の出資により、山梨県東山梨郡大藤村中萩原（現在の甲州市塩山）の慈雲寺境内に建てられた。同年10月15日に除幕式が行われている。式典には旧友も参列し、元婚約者の阪本三郎は親族として焼香した。
旧友たちはこれに憤慨し、さらに阪本が、日記の中で一葉から蛇蝎のごとく書かれたことに対する弁解を講演会でしたことにも腹を立てた。阪本は一葉と婚約解消後、大官の令嬢と結婚し、行政裁判所評定官から秋田県知事、山梨県知事を務め、式典当時は既に免官していた。
1926年（大正15年）には一葉の妹くには死去したが、くにの婿である政次は1937年（昭和12年）まで存命した。政次・くにの長男である樋口悦も一葉関係資料の整理・研究を行った。肉筆原稿や関係資料などの文学資料は日本近代文学館や山梨県立文学館に所蔵されている。
1961年、一葉がかつて居住し「たけくらべ」の舞台にもなった下谷龍泉寺町（現・台東区竜泉）に一葉記念館が開館した。日本初の女性作家の単独資料館とされる。
日本近代文学館では、1971年に「樋口一葉展」、2011年に「樋口一葉　その文学と生涯」（中村稔編集）が開催された。
山梨県立文学館は、樋口一葉の国内有数のコレクションを持つ。1992年には樋口一葉の生誕120年を記念して樋口一葉記念「やまなし文学賞」が創設された。2004年には開館15周年記念企画展として「樋口一葉展Ⅰ われは女なりけるものを ―作品の軌跡―」、「樋口一葉展Ⅱ 生き続ける女性作家 ―一葉をめぐる人々―」を開催した。2009年には開館20周年記念企画展「樋口一葉と甲州」を開催した。
没後120年となる2016年には、神奈川県鎌倉市の鏑木清方記念美術館にて企画展「樋口一葉没後120年記念 ひびきあう、清方と文学」が開催された。鏑木清方は、十代の頃から一葉の著作を愛読し、繰り返し画題にとりあげた画家である。
2017年に不動産会社が本郷菊坂町の旧居の1階部分を取得し、改装して賃貸物件としている。
没後125年となる2021年には、神奈川近代文学館にて「特別展　樋口一葉展―わが詩は人のいのちとなりぬべき」が開催された。日本近代文学館、一葉記念館、山梨県立文学館が特別協力としてクレジットされており、編集委員は藤沢周が務めた。

## 評価
近代以降では最初の職業女流作家で、『一葉の四季』（岩波新書）著者の森まゆみは、女性が小説だけで身を立てようと志したのは「日本史上初の無謀な決心」と位置付けている。24年間の生涯の中で、特に亡くなる間際の1年2か月の期間に日本の近代文学史に残る作品を残した。明治大学教授の伊藤氏貴は、一葉の生き様や作品はジェンダー、貧困といった現代の問題にも通じると指摘する。
家が没落していく中で、自らが士族の出であるという誇りを終生持ち続けたが、それがゆえに生計を立てにくかったという見解もある。生活は非常に苦しかったために、筆を折ることも決意したが、雑貨店を開いた吉原近郊での生活はその作風に影響を与えた。井原西鶴風の雅俗折衷の文体で、明治期の女性の立ち振る舞いや、それによる悲哀を描写している。『たけくらべ』では吉原近くの大音寺前を舞台にして、思春期頃の少年少女の様子を情緒ある文章で描いた。題名を変えつつ日記をつけており（『若葉かけ』『薼中につ記』『筆すさひ』等）、日記文学の価値も高い。

## 家族
樋口家は甲斐国山梨郡中萩原村重郎原（現：山梨県甲州市塩山）の長百姓。祖父の八左衛門は一葉が生まれる前年に死去しているが、学問を好み俳諧や狂歌、漢詩に親しんだ人物で、江戸の御家人真下晩菘（専之丞）から江戸の情報を知り、幕末の横浜開港に際しては生糸輸出の事業にも着手している。一葉は後に『にごりえ』で、八左衛門の教養や反骨精神を主人公お力の祖父に重ねて描いている。
父の則義も農業より学問を好んだ。多喜との結婚を許されなかったため、駆け落ち同然で江戸に出たという。則義は蕃書調所勤番であった晩菘を頼って同所使用人となり、1867年（慶応3年）には同心株を買い、運良く幕府直参となり、明治維新後には下級役人として士族の身分を得て東京府庁に勤めたが、1876年（明治9年）に免職。1877年（明治10年）には警視庁の雇となり、1880年（明治13年）には、勤めのかたわら闇金融、土地家屋の売買に力を入れた。職権などで入手した情報などをもとに、不動産の売買・斡旋などを副業に生計を立てていた。

## 筆名
「一葉」は雅号で、戸籍名は奈津。「なつ」「夏子」とも呼ばれる。「樋口一葉」として知られるが、歌人としては夏子、小説家としては無姓志向の一葉、新聞小説の戯号は浅香のぬま子、春日野しか子として筆名を使い分けている。発表作品においては「樋口夏子」に類する本名系と「一葉」の雅号系に分類される。「樋口一葉」と混合した署名を用いている例はわずか一つであり、『たけくらべ』未定稿などにおいて「一葉」と記された署名に別人の手により姓が書き加えられているケースがある。明治前半期の女性作家においては家への抵抗や姓の変遷などから同様に姓の忌避や創作世界においては雅号を用いるといった署名傾向があり、一葉にも女戸主としての意識が強くあったとも考えられている。一葉という筆名は、当時困窮していた事（お足が無い）と一枚の葦の葉の舟に乗って中国へ渡り後に手足を失った達磨の逸話に掛けたものである。

## 一葉の手帳
一葉の残した手記として日記の他に作品の下書き・調査メモなどを記した手帳2冊がある。この手帳はともに個人蔵で、1冊は『別れ霜』の下書きなどが記されたもの、もう1冊が『うもれ木』の調査メモが記されたもの。
前者は洋綴じ・横罫のノートで、寸法は縦19.2センチメートル、横12.7センチメートル。9頁目までは鉛筆書きによる、平安時代の『土佐日記』の写しで、承平4年（934年）2月26条から翌承平5年1月4日までの部分が写されている。10頁目からは墨筆で『吹くる風』と題された小説の断片が記されている。これは内容から1892年（明治25年）3月31日から同年4月17日にかけて、一葉が「浅香のぬま子」の筆名で改進新聞に発表した『別れ霜』の未定稿にあたると考えられている。筑摩書房『一葉全集』では一部が翻刻されている。
後者は『うもれ木』の調査メモが記された手帳で、近年原本が発見された。表紙が和紙の小型手帳で、寸法は縦9センチメートル、横6センチメートル。一葉は1892年11月に『都之花』第95号から3回連載で『うもれ木』を発表しているが、手帳の内容は、鉛筆で作中に登場する薩摩窯陶器の歴史や製法が記された調査メモが主体となっている。なお「うもれ木」には、この手帳のほか未定稿が現存している。ほか、半井桃水から借りた朝鮮文学『九雲夢』の主人公を主題とした一葉自作の漢詩や、上野東京図書館で読んだ『新著聞集』の読書メモも記されている。

## 五千円紙幣
一葉の肖像は2004年（平成16年）11月1日発行分からそれまでの新渡戸稲造に代わり、日本銀行券の五千円紙幣の表面に採用されている。女性としては、1881年（明治14年）発行の紙幣に採用された神功皇后以来、123年ぶりで2人目の採用である。2000年（平成12年）に発行開始された二千円紙幣の裏面に紫式部が描かれているが、これは肖像画の扱いではない。偽造防止に利用される髭や顔の皺が少ないため版を起こすのに手間取り、製造開始は野口英世の千円紙幣、福澤諭吉の一万円紙幣より遅れた。

## その他
夏目漱石の妻・鏡子の著書『漱石の思ひ出』によると、一葉の父・則義が東京府官吏を務めていた時の上司が漱石の父・小兵衛直克であった。その縁で一葉と漱石の長兄・大助（大一）を結婚させる話が持ち上がったが、則義が度々直克に借金を申し込むことがあり、これをよく思わなかった直克が「上司と部下というだけで、これだけ何度も借金を申し込んでくるのに、親戚になったら何を要求されるかわかったものじゃない」と言って、破談にしたという。佐佐木信綱は、自宅に漱石が来訪した折、漱石の近親者と一葉との間に縁談があった旨話され、渋谷三郎のことだろうかと著書の中で記している。

## 作品解題

### 小説
- 闇桜（1892年3月『武蔵野』）
幼馴染の園田良之助と中村千代の淡い初恋を描いたもの。千代は良之助への忍ぶ恋情に悩み、ついに病床に臥すようになり儚くなってしまうのであった。結末の「風もなき軒端の桜ほろほろとこぼれて、夕やみの空鐘の音かなし」が題名の由来である。
- 別れ霜（1892年4月『改進新聞』）
松沢芳之助と新田高は父親同士が義理の兄弟の呉服商であった。ところが高の父運平の姦計で松沢家は没落、生活に窮乏して芳之助は人力車の車夫に身を落とした。一方、高には医学士某との縁談が持ち上がり、父運平も乗り気になった。ある日、音曲会の帰りに高は偶然芳之助の車に乗ることとなり、後の逢引の日取りも決めたが、その日に芳之助が現れなかったので高は芳之助親子の住む陋屋を訪ねるが、芳之助の父にすげなく追い払われてしまった。行く末を儚んだ芳之助と高は新田家の墓所で心中を図るが高だけが生き残ってしまった。お高は自宅に軟禁され自殺しないように監視されるが、ある夜芳之助のあとを追うため失踪してしまうのであった。
- たま欅（1892年4月『武さし野』）
大身旗本の子孫であるが両親を失い孤独な青柳いと子に忠節を尽くしていたのは、家来筋の松野雪三であった。或る夏の夕暮れ、いと子は隣家の植木屋に避暑に来ていた子爵の息子竹村緑と垣根越しに偶然顔をあわせ二人とも恋に落ちてしまった。一方、雪三のいと子への忠誠心はやがて激しい恋情にかわり、雪三は竹村家から申し込みのあったいと子の縁談を独断で断ってしまった。いと子は雪三と緑両方の恋情の板挟みに苦しみ自害して果てるのであった。
- 五月雨（1892年7月『武さし野』）
仕える令嬢の恋の使者を務めた腰元、その相手は以前故郷で将来を誓いあった幼馴染だった。返事のないまま男は行方知れずになったが、あるとき寺の前にたたずむ若い雲水の顔を見て、二人の女はあっと声を上げた。
- 経づくえ（1892年10月『甲陽新報』）
自分の病院で亡くなった女の娘を援助する医学士の松島忠雄。娘のお園はどうしてもこの男を好きになれぬまま、医師は札幌に転勤して行ってしまい、そこで病死する。お園はその後縁もあったが、医学士に操を立て経机に向かい菩提を弔っている。
- うもれ木（1892年11月『都之花』）
志は高いが赤貧に苦しむ陶芸家の入江藾三と妹お蝶。10年前に恩師の金を持ち逃げした同門の篠原辰雄は今や慈善家となって前非を悔いており、2人は師の墓前で仲直りする。しかし篠原は実直な藾三を騙し、自分を慕うお蝶を利用して自らの目的を遂げようとする。
- 暁月夜（1893年2月『都之花』）
男嫌いの令嬢に興味を持った学生の敏は庭男となって子爵家に入り込み、弟の甚之助を手なずけ、その仲介で彼女に恋文を渡すが、令嬢は封をも切らず、東京を離れ鎌倉の別荘に移ると言い出す。最後の別れのため夜忍び込んできた敏に、令嬢は自分は実は道ならぬ恋ゆえに生まれてきたと出生の秘密を語り、同じ過ちをせず勉学に励めと説く。
- 雪の日（1893年3月『文學界』）
- 琴の音（1893年12月『文學界』）
- 花ごもり（1894年2月『文學界』）
瀬川与之助は、母お近、幼い頃両親を亡くした従妹お新との、他に身寄りのない3人暮らし。若い2人はこのまま一生を仲よく過ごせたらと思っているが、息子の出世を願う母親は田原家令嬢との結婚話に心を動かされる。令嬢を紹介した月琴の師匠お辰の計らいで優柔不断の与之助をすかしてこれに同意させ、邪魔なお新は田舎に住む絵師のもとへ下働きとして送り出すことにする。お新が田舎行きを拒まなかったのは、絵の好きな与之助のため自分も習えると思ったから。素直なお新は企みがあるとはつゆ知らず、上野駅を発って行く。
- 暗（やみ）夜（1894年7月『文學界』）
主人公お蘭は婚約者に裏切られ、涙と怨念の中で暮らしている。お蘭の屋敷近くで、その婚約者の車に轢かれた直次郎が屋敷に運び込まれ、直次郎はお蘭に恋をする。お蘭から婚約者の裏切りを聞いた直次郎は婚約者の暗殺を決心する。
- 大つごもり（1894年12月『文學界』）
- たけくらべ（1895年1月 - 1896年1月『文學界』）
- 軒もる月（1895年4月『毎日新聞』[注釈 4]）
月の夜、人妻が寝る子を眺めながら、以前仕えていた桜町の殿からもらった12通の恋文を前にして思い悩んでいる。女は決心して初めて手紙の封を切り、読み終わると切り刻んで火の中にくべてゆく。
- ゆく雲（1895年5月『太陽』）
- うつせみ（1895年8月『読売新聞』）
閑静な土地の空き家に若い病人の雪子が移り住んできた。精神の病いで、一月ごとに駄々をこねて転宅を繰り返しているのである。原因は雪子が振った植村が自殺したことに罪悪感を感じているらしい。良家の一粒種で両親も気が気でないが、雪子の狂気は募ってゆく。
- にごりえ（1895年9月『文藝倶楽部』）
- 十三夜（1895年12月『文藝倶楽部』）
官吏に嫁ぎ、一子を儲けたものの、夫の虐待に耐えかねて実家に逃げ帰ったお関。しかし、父はそんなお関を諭し、婚家に帰らせる。その帰り道、上野の森で拾った人力車の車夫は、かつてのお関の幼馴染で、煙草屋の一人息子録之助だった。互いに淡い恋心を抱いていた2人だったが、お関の結婚後、録之助は自暴自棄になって家産を食いつぶし、車夫にまで堕ちていたのであった。
2014年5月2日のGoogleロゴは樋口一葉の生誕142年にちなむものだったが、月に照らされた森で車夫と若い女性が見つめ合っているというイラストで、本作品のラストシーンに基づくとみられている。
- この子（1896年1月『日本乃家庭』）
強情でわがままに育った主人公が、新婚の裁判官の夫とそりが合わなくなり、縁組みをした親を恨んだり、子供が元気に生まれてきたことまで神に呪ったりする。しかし赤ん坊の笑顔を見ているうちに心が和みだし、自分のいけなかったところまでがはっきり見えてくるようになる。まさに我が子は人生で最大の師である。
（全編が主人公の述懐として「です・ます」調で書かれているため、一葉の小説では唯一の言文一致の作品である。）
- わかれ道（1896年1月『国民之友』）
お針仕事が稼業のお京の長屋に傘屋の油引きの吉三が通ってくる。天涯孤独の吉三は仲間から「一寸法師」とあざけられ、つまらない人生を送っているが、行けば餅をごちそうしてくれる姉のようなお京だけが生きてゆく支えのようなもの。ある日お京から人の妾になることを告げられた吉三は、自ら望まぬところへ行くのはおよしとすねるように訴える。
- うらむらさき（裏紫）（1896年2月『新文壇』）
届いた手紙を、姉からの相談事と、人のいい夫に嘘をつき、愛人のもとへ急ぐ主人公お律。発表されているのは、お律が家を出たあとの心持ちを吐露する場面までで未完。
- われから（1896年5月『文藝倶楽部』）
大蔵省の下級役人金村与四郎の幼なじみの妻美尾は人からうらやまれるほどの美人だが、夫の給料の少ないのが恥ずかしく着飾った人を見るたび不満が募る。勉強して出世してくれと訴えるが夫は逆に腹を立てるだけ。女の子が出来た直後、子供を残して突然家出をしてしまう。それから25年の間に、与四郎は一念発起して金を貯め50歳を待たずに亡くなるが、そのおかげで娘の町子は恭助という婿をもらい、気ままな暮らしをしている。ただ子供ができず、夫の女遊びも止まないまま、捨てられるのではという不安な毎日だったが、ある大掃除の日、召使いたちの噂話を壁ごしに聞いて旦那様には妾と10歳になる子供があることを知る。癇癪を起こし出した町子の介抱に書生の千葉が日夜励んだことがかえって悪い噂を近所にまくことになり、町子は突然、夫から別居を言い渡される。

### 随筆
- 雨の夜―そゞろごと（1895年9月『読売新聞』）
- 月の夜―そゞろごと（1895年9月『読売新聞』）
- 雁がね―そゞろごと（1895年10月『読売新聞』）
- 虫の声―そゞろごと（1895年10月『読売新聞』）
- ほとゝぎす―すゞろごと（1896年7月『文芸倶楽部』）

## 文庫本（近年）
- 『樋口一葉　1872-1896』ちくま文庫〈ちくま日本文学〉 2008年（『ちくま日本文学全集 041 樋口一葉』（筑摩書房、1992年）の新装刊）
- 『樋口一葉和歌集』ちくま文庫 2005年 今井恵子編
- 『樋口一葉日記・書簡集』ちくま文庫 2005年 関礼子編
- 『樋口一葉小説集』ちくま文庫 2005年 菅聡子編
- 『にごりえ・たけくらべ』新潮文庫　改版2003年
　他に岩波文庫・角川文庫
- 『大つごもり・十三夜 他五篇』岩波文庫、のちワイド版
- 『一葉恋愛日記』角川文庫 1997年 和田芳恵編注
- 『一葉青春日記』角川文庫 1997年 和田芳恵編注

### 主な作品集
- 『樋口一葉全集』（全6巻）筑摩書房、1994年完結
- 『明治文学全集30 樋口一葉集』和田芳恵編、筑摩書房、1977年
- 『新日本古典文学大系 明治編24 樋口一葉集』菅聡子・関礼子校注、岩波書店、2001年
- 『明治の文学17 樋口一葉』中野翠編、筑摩書房、2000年
- 『全集樋口一葉』前田愛ほか校注、小学館、新装版1996年
　1・2巻 小説編、3巻 日記編、別巻 一葉伝説（同時代の評伝）

## 映像化作品
映画
- 『にごりえ』（1953年松竹　監督 : 今井正）
- 『たけくらべ』（1955年新東宝　監督 : 五所平之助）

## 関連作品
回想
- 田辺夏子『一葉の憶ひ出』潮鳴会、1950年。
- 田辺夏子、三宅花圃『一葉の憶ひ出』松坂俊夫解說、日本図書センター〈近代作家研究叢書〉、1984年。ISBN 4820503529。
- 薄田泣菫、戸川秋骨、岡野知十、疋田達子、平田禿木、星野天知、馬場孤蝶、三宅花圃、半井桃水、島崎藤村、幸田露伴、田辺夏子、樋口くに『一葉のポルトレ』小池昌代解説、みすず書房〈大人の本棚〉、2012年。ISBN 978-4-622-08099-2。

映画
- 『樋口一葉』（1939年東宝　監督：並木鏡太郎）

TVドラマ
- ドラマ青年第三部『樋口一葉』（1962年NHKテレビ 脚本：池田忠雄 主演：小林千登勢）
- 『樋口一葉　われは女成りけるものを…』（1985年NHKテレビ 脚本：大野靖子 主演：大原麗子、石坂浩二）
- 新札発行記念ドラマ『樋口一葉物語』（2004年TBSテレビ 脚本：渡辺千穂 主演：内山理名、永井大）

演劇
- 『頭痛肩こり樋口一葉』（1984年初演 こまつ座　作：井上ひさし　演出：木村光一）
- 『書く女』（2006年二兎社 作・演出：永井愛　出演：寺島しのぶ、筒井道隆）
- 『偽伝、樋口一葉』（2006年アロッタファジャイナ 監修：金子修介 作・演出：松枝佳紀　主演：満島ひかり、俊藤光利）
- 『十三夜と一葉日記』（2014年いちまるよん 出演：奥山眞佐子 尺八：本間豊堂）[69]
- 『大つごもりと一葉日記』（2015年いちまるよん 出演：奥山眞佐子 お囃子：高橋香衣）
- 『書く女』（2016年二兎社 作・演出：永井愛 出演：黒木華、平岳大）
- 『樋口一葉没後120年記念公演・にごりえ』（2016年いちまるよん 出演：奥山眞佐子 尺八：本間豊堂）
- 『樋口一葉没後120年記念公演・一葉の母 そして 十三夜』（2016年いちまるよん 出演：奥山眞佐子　浄瑠璃：常磐津和英太夫 三味線：常磐津菊与志郎）
- 『樋口一葉没後120年記念公演・一葉日記 そして 大つごもり』（2016年いちまるよん 出演：奥山眞佐子 お囃子：高橋香衣）
- 『樋口一葉の世界 奥山眞佐子ひとり芝居20周年記念公演・一葉日記 そして たけくらべ』（2017年いちまるよん 出演：奥山眞佐子 浄瑠璃：常磐津和英太夫 三味線：常磐津菊与志郎 お囃子：高橋香衣）[70]

小説
- 山田風太郎『からゆき草紙』（『明治波濤歌』収録） - 一葉および『たけくらべ』の登場人物たちが登場。
- 小谷野敦『美人作家は二度死ぬ』 - 一葉が長生きして「忘れられた作家」となったパラレルワールドを描く。

漫画他
- 上村一夫『一葉裏日誌』
- 『栄光なき天才たち』（1987年集英社 作：伊藤智義 画：森田信吾）※単行本第2巻に収録
- 『ちびまる子ちゃんの樋口一葉』（2004年集英社 キャラクター原作：さくらももこ 監修：森まゆみ 漫画：高橋由佳利 シナリオ：伊藤智義）
- 杉本亜未『闇の瞬き〜樋口一葉、奇跡の14ヵ月間〜』講談社『週刊モーニング』2014年9号に掲載。

CD
- 『一葉恋歌』（2004年に石川さゆりがテイチクレコードよりリリース）

CM
- ACジャパン2015年度の結核予防会支援キャンペーン「JOYと偉人」（肖像で出演）

## 関連項目

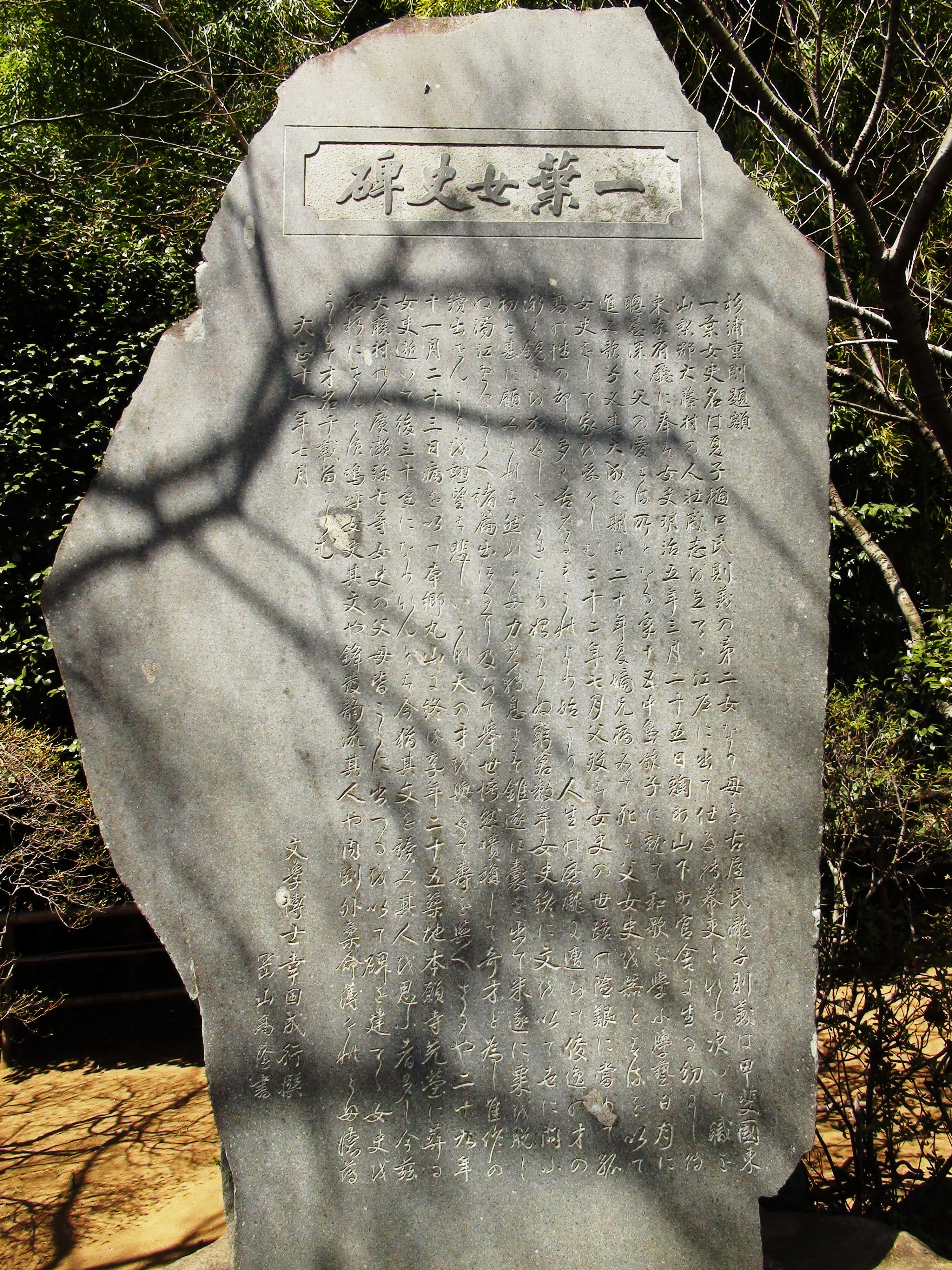
両親の故郷甲州市慈雲寺にある一葉女史碑